# Eyo! (album)
Eyo! is het dertiende album en elfde studioalbum van K3 en  de opvolger van MaMaSé!. Op het album staan 12 nummers. Het album bevat meer electropopmuziek/synthpopmuziek dan hun vorige albums om een meer 2011-geluid te creëren dat toch nog als de onvervalste K3-muziek klinkt. Het album dat op 18 november 2011 in de winkels lag, was op 21 november 2011 al 50.000 keer over de toonbank gegaan
en bereikte dus de platinastatus.

## Muziek
| Nr. | Titel                   | Duur |
| --- | ----------------------- | ---- |
| 1.  | Eyo!                    |      |
| 2.  | Hallo K3                |      |
| 3.  | Willem-Alexander        |      |
| 4.  | Smoorverliefd           |      |
| 5.  | K3 Airlines             |      |
| 6.  | Beroemd                 |      |
| 7.  | Meiden van de brandweer |      |
| 8.  | Verstoppertje           |      |
| 9.  | Telepathie              |      |
| 10. | Dubbeldekkertrein       |      |
| 11. | Bel me ringeling        |      |
| 12. | Cowboys en Indianen     |      |

### Singles
| Single met eventuele hitnotering(en) in de Nederlandse Top 40 | Datum van verschijnen | Datum van binnenkomst | Hoogste positie | Aantal weken | Opmerkingen                 |
| ------------------------------------------------------------- | --------------------- | --------------------- | --------------- | ------------ | --------------------------- |
| Hallo K3                                                      | 15-09-2010            | -                     |                 |              | Nr. 11 in de Single Top 100 |
| Eyo!                                                          | 31-10-2011            | -                     |                 |              | Nr. 25 in de Single Top 100 |

| Single met hitnotering(en) in de Vlaamse Ultratop 50 | Datum van verschijnen | Datum van binnenkomst | Hoogste positie | Aantal weken | Opmerkingen |
| ---------------------------------------------------- | --------------------- | --------------------- | --------------- | ------------ | ----------- |
| Hallo K3                                             | 2010                  | 25-09-2010            | 2               | 11           |             |
| Eyo!                                                 | 2011                  | 05-11-2011            | 11              | 7            |             |

## Hitnoteringen

### NederlandseAlbum Top 100
| Hitnotering: 19-11-2011 t/m 22-09-2012 | Hitnotering: 19-11-2011 t/m 22-09-2012 | Hitnotering: 19-11-2011 t/m 22-09-2012 | Hitnotering: 19-11-2011 t/m 22-09-2012 | Hitnotering: 19-11-2011 t/m 22-09-2012 | Hitnotering: 19-11-2011 t/m 22-09-2012 | Hitnotering: 19-11-2011 t/m 22-09-2012 | Hitnotering: 19-11-2011 t/m 22-09-2012 | Hitnotering: 19-11-2011 t/m 22-09-2012 | Hitnotering: 19-11-2011 t/m 22-09-2012 | Hitnotering: 19-11-2011 t/m 22-09-2012 | Hitnotering: 19-11-2011 t/m 22-09-2012 | Hitnotering: 19-11-2011 t/m 22-09-2012 | Hitnotering: 19-11-2011 t/m 22-09-2012 | Hitnotering: 19-11-2011 t/m 22-09-2012 | Hitnotering: 19-11-2011 t/m 22-09-2012 | Hitnotering: 19-11-2011 t/m 22-09-2012 |
| Week:                                  | 1                                      | 2                                      | 3                                      | 4                                      | 5                                      | 6                                      | 7                                      | 8                                      | 9                                      | 10                                     | 11                                     | 12                                     | 13                                     | 14                                     | 15                                     | 16                                     |
| -------------------------------------- | -------------------------------------- | -------------------------------------- | -------------------------------------- | -------------------------------------- | -------------------------------------- | -------------------------------------- | -------------------------------------- | -------------------------------------- | -------------------------------------- | -------------------------------------- | -------------------------------------- | -------------------------------------- | -------------------------------------- | -------------------------------------- | -------------------------------------- | -------------------------------------- |
| Positie:                               | 37                                     | 1                                      | 4                                      | 9                                      | 14                                     | 18                                     | 21                                     | 16                                     | 15                                     | 18                                     | 18                                     | 21                                     | 24                                     | 21                                     | 11                                     | 10                                     |
| Week:                                  | 17                                     | 18                                     | 19                                     | 20                                     | 21                                     | 22                                     | 23                                     | 24                                     | 25                                     | 26                                     | 27                                     | 28                                     | 29                                     | 30                                     | 31                                     | 32                                     |
| Positie:                               | 20                                     | 18                                     | 21                                     | 37                                     | 36                                     | 37                                     | 43                                     | 63                                     | 46                                     | 57                                     | 60                                     | 51                                     | 76                                     | 69                                     | 77                                     | 79                                     |
| Week:                                  | 33                                     | 34                                     | 35                                     | 36                                     | 37                                     | 38                                     | 39                                     | 40                                     | 41                                     | 42                                     | 43                                     | 44                                     | 45                                     |                                        |                                        |                                        |
| Positie:                               | 42                                     | 59                                     | 58                                     | 58                                     | 73                                     | 62                                     | 70                                     | 65                                     | 89                                     | 91                                     | 67                                     | 85                                     | 81                                     | uit                                    |                                        |                                        |

### VlaamseUltratop 200Albums
| Hitnotering: 26-11-2011 t/m 22-09-2012 | Hitnotering: 26-11-2011 t/m 22-09-2012 | Hitnotering: 26-11-2011 t/m 22-09-2012 | Hitnotering: 26-11-2011 t/m 22-09-2012 | Hitnotering: 26-11-2011 t/m 22-09-2012 | Hitnotering: 26-11-2011 t/m 22-09-2012 | Hitnotering: 26-11-2011 t/m 22-09-2012 | Hitnotering: 26-11-2011 t/m 22-09-2012 | Hitnotering: 26-11-2011 t/m 22-09-2012 | Hitnotering: 26-11-2011 t/m 22-09-2012 | Hitnotering: 26-11-2011 t/m 22-09-2012 | Hitnotering: 26-11-2011 t/m 22-09-2012 | Hitnotering: 26-11-2011 t/m 22-09-2012 | Hitnotering: 26-11-2011 t/m 22-09-2012 | Hitnotering: 26-11-2011 t/m 22-09-2012 | Hitnotering: 26-11-2011 t/m 22-09-2012 | Hitnotering: 26-11-2011 t/m 22-09-2012 |
| Week:                                  | 1                                      | 2                                      | 3                                      | 4                                      | 5                                      | 6                                      | 7                                      | 8                                      | 9                                      | 10                                     | 11                                     | 12                                     | 13                                     | 14                                     | 15                                     | 16                                     |
| -------------------------------------- | -------------------------------------- | -------------------------------------- | -------------------------------------- | -------------------------------------- | -------------------------------------- | -------------------------------------- | -------------------------------------- | -------------------------------------- | -------------------------------------- | -------------------------------------- | -------------------------------------- | -------------------------------------- | -------------------------------------- | -------------------------------------- | -------------------------------------- | -------------------------------------- |
| Positie:                               | 3                                      | 1                                      | 2                                      | 5                                      | 6                                      | 9                                      | 9                                      | 7                                      | 10                                     | 4                                      | 10                                     | 14                                     | 13                                     | 18                                     | 15                                     | 19                                     |
| Week:                                  | 17                                     | 18                                     | 19                                     | 20                                     | 21                                     | 22                                     | 23                                     | 24                                     | 25                                     | 26                                     | 27                                     | 28                                     | 29                                     | 30                                     | 31                                     | 32                                     |
| Positie:                               | 21                                     | 31                                     | 22                                     | 29                                     | 26                                     | 29                                     | 42                                     | 35                                     | 41                                     | 42                                     | 56                                     | 60                                     | 62                                     | 72                                     | 80                                     | 78                                     |
| Week:                                  | 33                                     | 34                                     | 35                                     | 36                                     | 37                                     | 38                                     | 39                                     | 40                                     | 41                                     | 42                                     | 43                                     | 44                                     | 45                                     |                                        |                                        |                                        |
| Positie:                               | 58                                     | 66                                     | 67                                     | 59                                     | 109                                    | 82                                     | 51                                     | 82                                     | 59                                     | 72                                     | 110                                    | 122                                    | 157                                    | uit                                    |                                        |                                        |